# GNPNAT1
GNPNAT1 (англ. Glucosamine-phosphate N-acetyltransferase 1) – білок, який кодується однойменним геном, розташованим у людей на 14-й хромосомі. Довжина поліпептидного ланцюга білка становить 184 амінокислот, а молекулярна маса — 20 749.
| 10         |  | 20         |  | 30         |  | 40         |  | 50         |
| ---------- |  | ---------- |  | ---------- |  | ---------- |  | ---------- |
| MKPDETPMFD |  | PSLLKEVDWS |  | QNTATFSPAI |  | SPTHPGEGLV |  | LRPLCTADLN |
| RGFFKVLGQL |  | TETGVVSPEQ |  | FMKSFEHMKK |  | SGDYYVTVVE |  | DVTLGQIVAT |
| ATLIIEHKFI |  | HSCAKRGRVE |  | DVVVSDECRG |  | KQLGKLLLST |  | LTLLSKKLNC |
| YKITLECLPQ |  | NVGFYKKFGY |  | TVSEENYMCR |  | RFLK       |  |            |

A: Аланін

C: Цистеїн

D: Аспарагінова кислота

E: Глутамінова кислота

F: Фенілаланін

G: Гліцин

H: Гістидин

I: Ізолейцин

K: Лізин

L: Лейцин

M: Метіонін

N: Аспарагін

P: Пролін

Q: Глутамін

R: Аргінін

S: Серин

T: Треонін

V: Валін

W: Триптофан

Кодований геном білок за функціями належить до трансфераз, ацилтрансфераз. 
Локалізований у мембрані, апараті гольджі, ендосомах.